# Nabinae

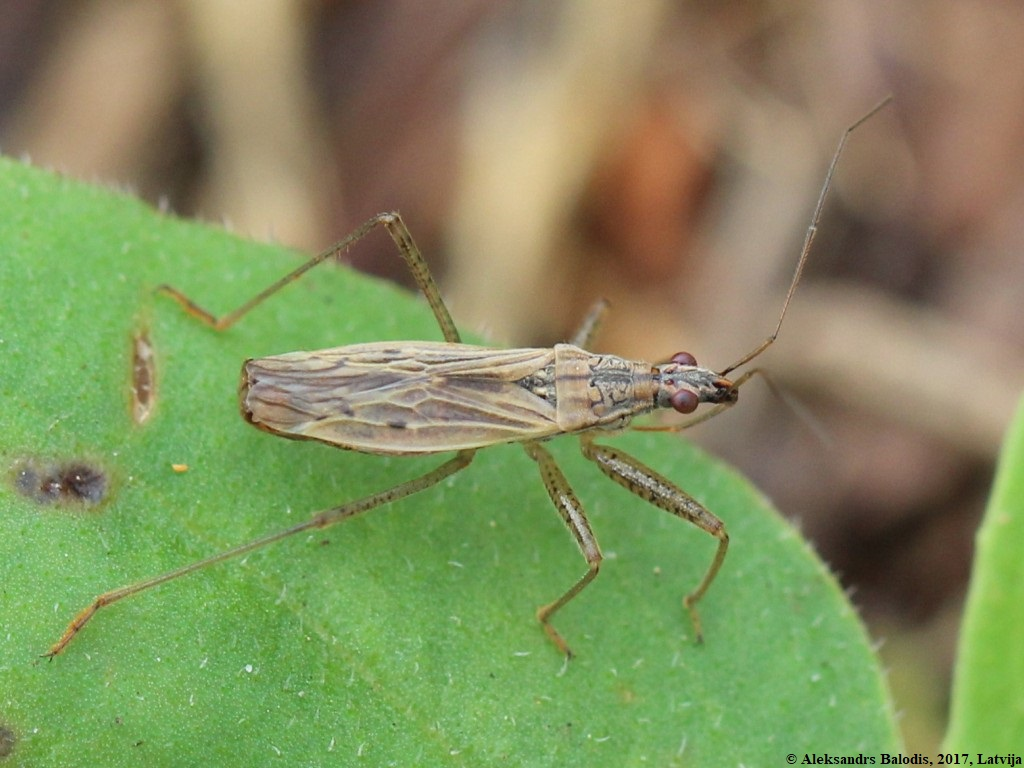
Zażartka podtrawna

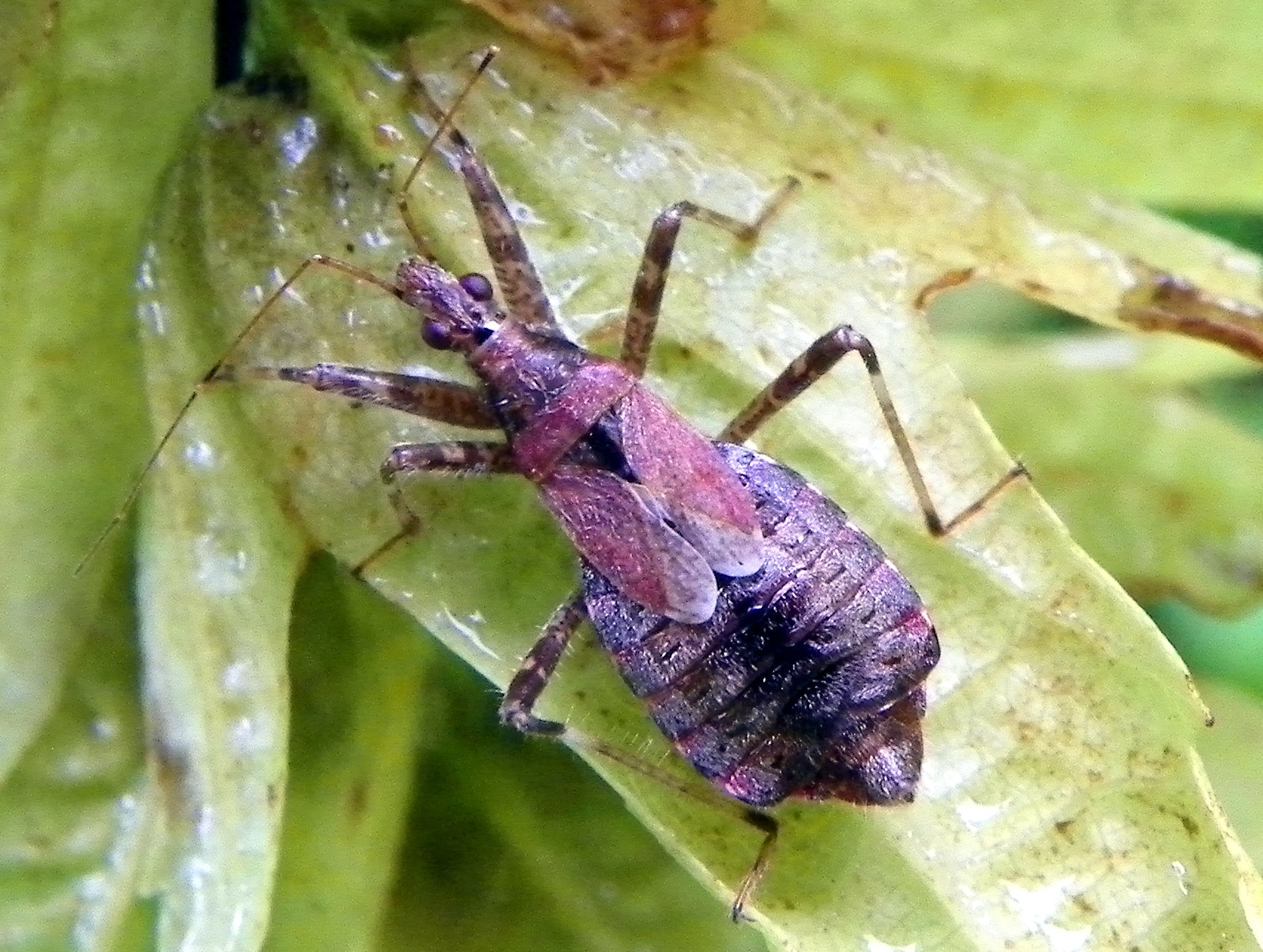
Zażartka drzewna

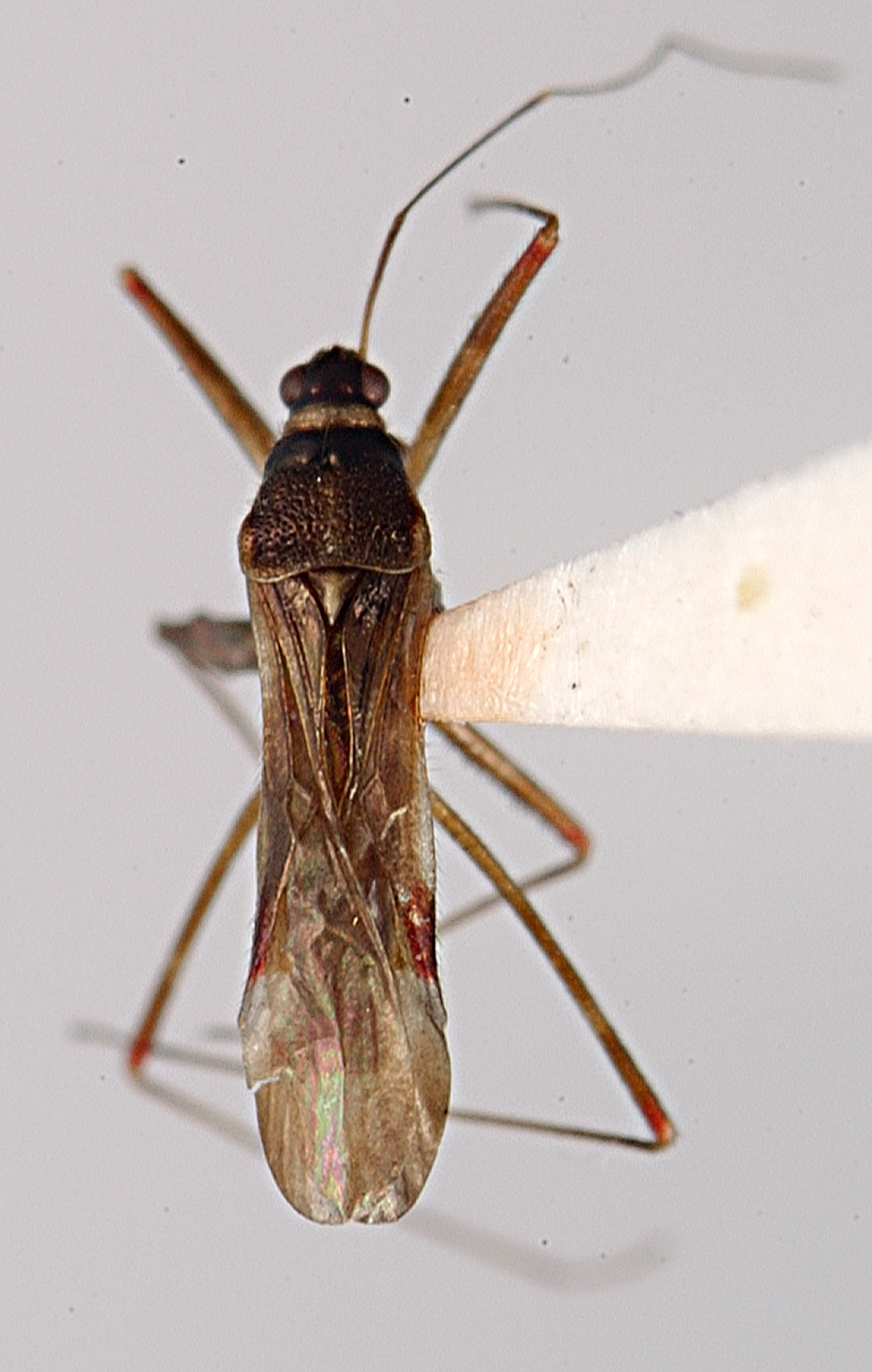
Arachnocoris eberhardi

Nabinae – podrodzina pluskwiaków z podrzędu różnoskrzydłych i rodziny zażartkowatych. Rozprzestrzeniona jest kosmopolitycznie. Przedstawiciele są głównie generalistycznymi drapieżnikami. Dość licznie występują w agrocenozach, odgrywając pożyteczną rolę w zwalczaniu szkodników.

## Morfologia
Pluskwiaki te zwykle osiągają średnie rozmiary, rzadko przekraczając 10 mm długości ciała. Ich ubarwienie zazwyczaj jest maskujące: szare, żółtoszare lub brązowe. Na głowie, tułowiu jak i odwłoku nie mają długich, sterczących włosków. Kłujka jest stosunkowo długa i cienka; w pozycji spoczynkowej nie przylega do spodu głowy, lecz wygina się łukowato. Tarczka ma trójkątny kształt i pozbawiona jest trichobotrii. Odnóża mają długie, przeciętnie grube, pozbawione ząbków uda pierwszej pary. Pierwsza para goleni jest tylko nieco rozszerzona. Odwłok może mieć przy przetchlinkach dołki parastigmalne na sternicie siódmym, kilku sternitach lub być pozbawionym takiż dołków. Samiec ma pygofor z otworem umieszczonym grzbietowo. U części gatunków samce mają narząd Ekbloma i od 30 do 40 sztywnych szczecinek na tylnych goleniach współpracujących z tymże w rozprzestrzenianiu feromonów z gruczołów rektalnych. Samice mają spermatekę w postaci robakowatego gruczołu oraz lancetowate pokładełko, tylko u Arachnocoris zredukowane.

## Biologia i ekologia
Zarówno osobniki dorosłe jak i ich larwy są generalistycznymi drapieżnikami aktywnie wyszukującymi swe ofiary, którymi padają owady i ich larwy, pajęczaki, a także jaja stawonogów. Nierzadki jest u nich kanibalizm, zwłaszcza względem młodszych stadiów rozwojowych. Wyjątkiem wśród Nabinae są Arachnocorini, którzy to bytują w sieciach łownych pająków, żerując tam na ich zdobyczy.
Kopulacja u Nabinae odbywa się podobnie jak u większości pluskwiaków, w przeciwieństwie do Prostemmatinae brak u nich zaplemnienia hemocelicznego. Zapłodnione jaja składane są przez samicę do nacięć wykonanych pokładełkiem w tkankach traw i roślin zielnych. Kształt jaj jest walcowaty, pociągły, nieco zgięty, a na ich wierzchołku znajdują się wieczka, które wystają poza tkanki rośliny.
W rozwoju pozazarodkowym występuje pięć stadiów larwalnych, jedynie w przypadku Nabicula limbata jest ich cztery. Zwykle są one podobne do owadów dorosłych, często też zamieszkują podobne siedlisko, ale niektóre, celem ochrony przed drapieżnikami, upodobniają się do mrówek wyglądem i zachowaniem, niekiedy trzymając się mrowisk.

## Rozprzestrzenienie
Podrodzina kosmopolityczna. Spośród zaliczanych do niej plemion Nabini mają zasięg kosmopolityczny, Gorpini pantropikalny, a Arachnocorini i Carthasini neotropikalny. W Polsce rodzinę reprezentuje 13 gatunków z 2 rodzajów, Nabis i Himacerus (zobacz: zażartkowate Polski).

## Taksonomia
Takson ten wprowadził w 1852 roku Achille Costa, jednak umieszczał go w obrębie zajadkowatych. Podział na cztery plemiona wprowadzony został w 1981 roku przez Izjasława Kierżnera. Klasyfikacja podrodziny wygląda następująco:
- plemię: Arachnocorini Reuter, 1890
  - Arachnocoris Scott, 1881
- plemię: Carthasini Blatchley, 1926
  - Carthasis Champion, 1900
  - Praecarthasis Kerzhner, 1986
- plemię: Gorpini Reuter, 1909
  - Gorpis Stål, 1859
  - Neogorpis Barber, 1924
- plemię: Nabini Costa, 1853
  - Arbela Stål, 1866
  - Himacerus Wolff, 1811
  - Hoplistoscelis Reuter, 1890
  - Lasiomerus Reuter, 1890
  - Metatropiphorus Reuter, 1872
  - Nabis Latreille, 1802
  - Omanonabis Asquith & Lattin, 1991
  - Stenonabis Reuter, 1890

## Znaczenie gospodarcze
Nabinae odgrywają dużą rolę pożyteczną w zbiorowiskach roślin uprawnych (agrocenozach), efektywnie polując na rozmaite szkodniki i biorąc udział w ich biologicznym zwalczaniu. Najlepiej przebadane pod tym względem został zażartki z rodzaju Nabis. Biorą one udział w redukowaniu populacji m.in. Anticarsia gemmatalis, Hypena scabra, skośnika bawełnowego, słonecznicy orężówki i różnych mszyc.